# Clonopsis gallica
Clonopsis gallica, là một loài bọ que trong chi Clonopsis.
Loài này sinh sản đơn tính.